# Шарол (Дром)
Шарол (фр. Charols) насеље је и општина у источној Француској у региону Рона-Алпи, у департману Дром која припада префектури Валанс.
По подацима из 2011. године у општини је живело 801 становника, а густина насељености је износила 109,58 становника/km². Општина се простире на површини од 7,31 km². Налази се на средњој надморској висини од 219 метара (максималној 290 m, а минималној 184 m).

## Демографија
| 1962. | 1968. | 1975. | 1982. | 1990. | 1999. | 2011. |
| ----- | ----- | ----- | ----- | ----- | ----- | ----- |
| 252   | 265   | 261   | 305   | 415   | 501   | 801   |

График промене броја становника у току последњих година